# Linnuse (Hanila)
Linnuse – wieś w Estonii, w prowincji Lääne, w gminie Hanila.